# Bridges of Love
Bridges of Love est une série télévisée philippine diffusée entre le 16 mars et le 7 août 2015 sur l'ABS-CBN,.

## Distribution

### Acteurs principaux
- Maja Salvador : Mia Sandoval-Nakpil
- Paulo Avelino : Carlos Antonio / Manuel "JR" Nakpil, Jr.
- Jericho Rosales : Gabriel "Gael" Nakpil
- Edu Manzano : Lorenzo Antonio
- Carmina Villarroel : Alexa Almeda-Antonio

### Acteurs secondaires
- Lito Pimentel : Manuel Nakpil, Sr.
- Maureen Mauricio : Marilen Mendoza-Nakpil
- Malou de Guzman : Manang Vida
- William Lorenzo : Ramon Sandoval
- Antoinette Taus : Camille Panlilio
- Janus del Prado : Romulo "Muloy" Angeles
- Isabel Oli-Prats : Malaya Cabrera-Nakpil
- Max Eigennmann : Georgina Calix
- Justin Cuyugan : Henson Lee
- John Manalo : Manuel "Tres" Nakpil, III
- Jopay Paguia : Venus de Castro
- Joross Gamboa : Toto
- Marilyn Villamayor : Chanda de Castro
- Manuel Chua : Abner
- Nikka Valencia : Tiyang Des